# Rhodochlora albipuncta
Rhodochlora albipuncta es una especie de polilla de la familia Geometridae. La especie fue descrita por primera vez por William Warren habiendo sido descrita en 1909, con distribución en Perú. El holotipo de la especie fue descrita en los alrededores de Cushi, Huanuco, a una altitud de 1900 metros (6233,6 pies).